# Christuskirche (Hannover)

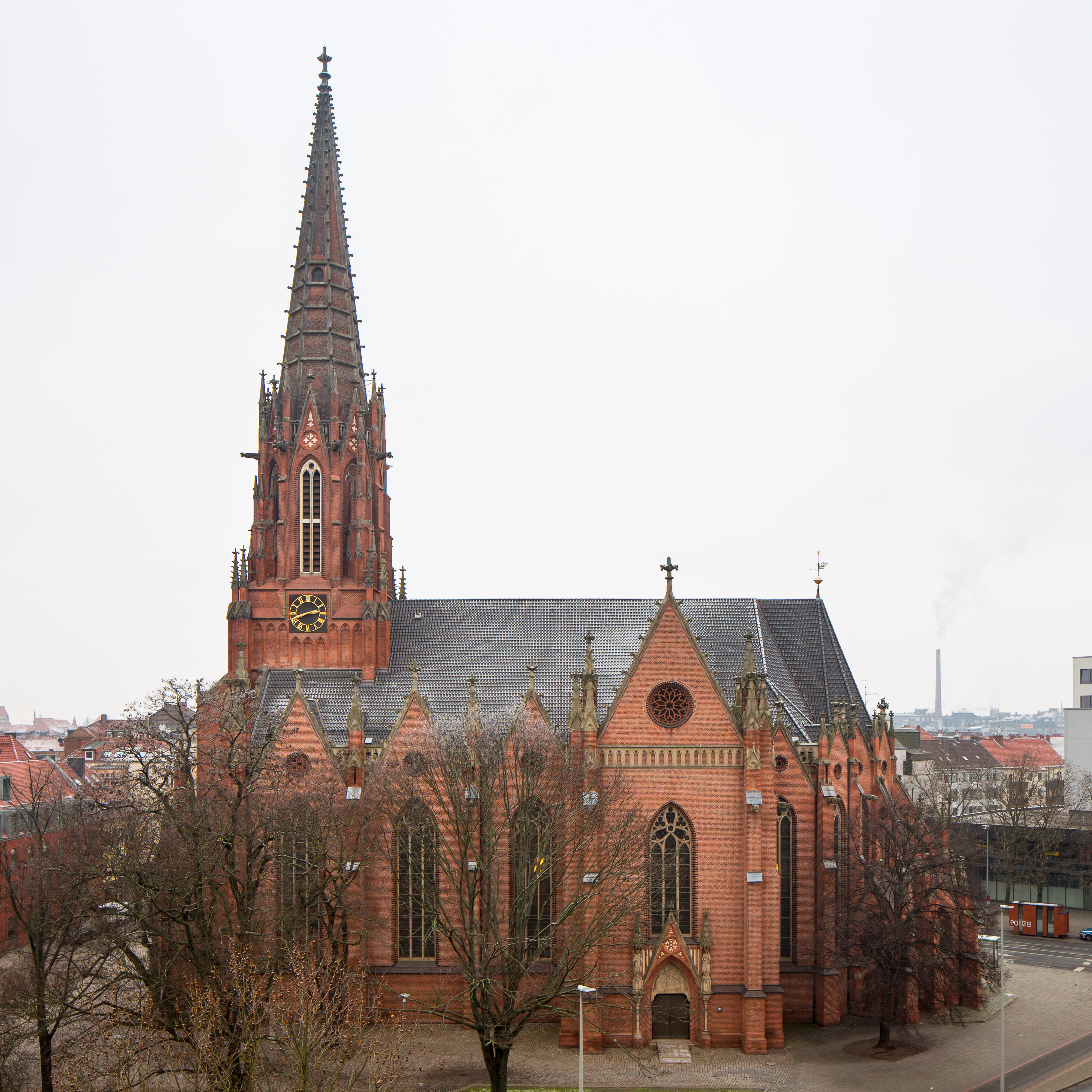
Ansicht der Südseite

Die Christuskirche (Ausspracheⓘ) ist eine evangelisch-lutherische Kirche in Hannover. Sie befindet sich im Stadtteil Nordstadt nordwestlich des Klagesmarktes und wurde 1859–1864 von Conrad Wilhelm Hase als Residenzkirche Georgs V. erbaut. Der neugotische Backsteinbau ist der erste Kirchenneubau Hannovers nach 1747 und Musterkirche nach dem Eisenacher Regulativ, einer 1861 herausgegebenen Empfehlung zur Gestaltung von protestantischen Kirchenbauten, die bis 1890 Bestand hatte. Als Residenzkirche wurde die Christuskirche nur einmal (am Tag der Einweihung) genutzt. Es besteht jedoch bis heute – über das Patronat von Ernst August Prinz von Hannover – Kontakt zum ehemaligen hannoverschen Königshaus.

## Beschreibung

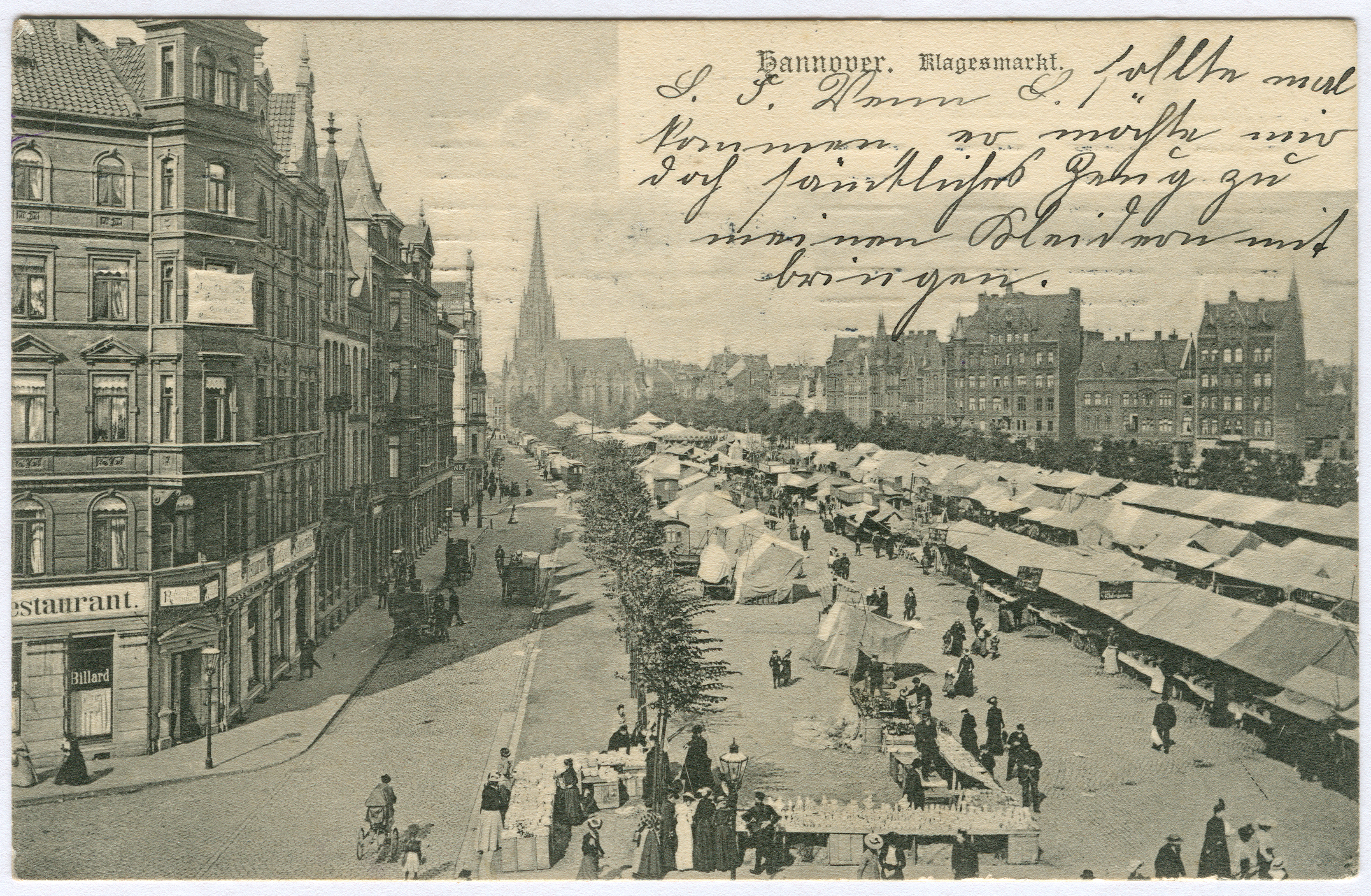
Klagesmarkt mit Christuskirche um 1900

Auffälligstes architektonisches Merkmal ist der wegen der geringen Ost-West-Ausdehnung des Bauplatzes in das Mittelschiff versetzte Turm mit seiner über 70 m hohen, steinernen Pyramide. Weiteres Merkmal ist der vorspringende polygonale Kapellenkranz am Chor und die filigrane Gestaltung im Dachbereich mit einer Vielzahl von Fialen, Wasserspeiern und Ziergiebeln aus Sandstein des Deisters. Die imposante Westfassade ist in Anlehnung an den Freiburger und Straßburger Münster gestaltet. Zwischen den weit vorgezogenen Strebepfeilern liegt das Hauptportal mit Wimperg und Fensterrose.

### Orgel
Den Abschluss der nach dem Kriege durchgeführten Renovierungsarbeiten bildete der Einbau der neuen Orgel durch Orgelbaumeister Hillebrand. Sie konnte am 4. Advent 1958 eingeweiht werden. Das Schleifladen-Instrument hat 55 Register auf vier Manualen und Pedal. Die Trakturen sind mechanisch.
| I Rückpositiv C–g3 |       |
| Gedackt            | 8′    |
| Quintade           | 8′    |
| Prinzipal          | 4′    |
| Rohrflöte          | 4′    |
| Oktave             | 2′    |
| Quinte             | 1 ⁄2′ |
| Scharf             |       |
| Rankett            | 16′   |
| Vox humana         | 8′    |
| Clarine            | 4′    |
| Tremulant          |       |

| II Hauptwerk C–g3   |     |
| Quintade            | 16′ |
| Prinzipal           | 8′  |
| Spillflöte          | 8′  |
| Oktave              | 4′  |
| Gedacktflöte        | 4′  |
| Quinte              | 3′  |
| Oktave              | 2′  |
| Cornett IV          |     |
| Große Mixtur VI-VII |     |
| Mixtur III          |     |
| Trompete            | 16′ |
| Trompete            | 8′  |

| III Oberwerk C–g3 |        |
| Prinzipal         | 8′     |
| Rohrflöte         | 8′     |
| Oktave            | 4′     |
| Koppelflöte       | 4′     |
| Nachthorn         | 2′     |
| Nasat             | 3′     |
| Sifflöte          | 1 ⁄2′  |
| Terzian           | 1 3⁄5′ |
| Mixtur V-VI       |        |
| Oktavzimbel III   |        |
| Dulzian           | 16′    |
| Krummhorn         | 8′     |
| Tremulant         |        |

| IV Brustwerk C–g3 |    |
| Gedackt           | 8′ |
| Spitzflöte        | 4′ |
| Waldflöte         | 2′ |
| Oktave            | 1′ |
| Terzian II        |    |
| Scharfzimbel III  |    |
| Regal             | 8′ |
| Tremulant         |    |

| Pedal C–f1      |     |
| Prinzipal       | 16′ |
| Subbass         | 16′ |
| Gedackt         | 16′ |
| Oktavbass       | 8′  |
| Pommer          | 8′  |
| Oktave          | 4′  |
| Gemshorn        | 4′  |
| Flachflöte      | 2′  |
| Große Mixtur VI |     |
| Basszimbel III  |     |
| Posaune         | 16′ |
| Trompete        | 8′  |
| Dulzian         | 8′  |
| Zink            | 4′  |

- Koppeln: I/P, II/P, I/II, III/II

### Geläut
Das aus drei Stahlglocken von 1920 bestehende Geläut erklingt als Vollgeläut zu Festen und Gottesdiensten sowie als viertelstündliche Einzelschläge für das Stundengeläut. Die ursprünglichen vier Bronzeglocken des 1883 vervollständigten Notgeläuts wurden aufgrund Erlass vom 1. März 1917 als kriegswichtiges Material konfisziert und bis auf eine kleine Glocke, die im Juli 1921 nach Ebersgrün veräußert wurde, eingeschmolzen.
Glockendaten und -Inschriften:
untere Glocke – a° – Ø 1.988 mm – 3.399 kg 

JESUS CHRISTUS, GESTERN UND HEUTE, UND DERSELBE AUCH IN EWIGKEIT. IN SCHWERER ZEIT STIFTETE MICH DER OPFERSINN DER GEMEINE ANNO DOM. 1920
mittlere Glocke – c' – Ø 1.673 mm – 1.893 kg 

O LAND, LAND, LAND HÖRE DES HERRN WORT!
obere Glocke – d' – Ø 1.490 mm – 1.374 kg 

FRIEDE SEI MIT EUCH! DIE FRÜHER HINGEN HIER AM ORT DIE GLOCKEN NAHM DER KRIEG HINFORT. NUNMEHR SEI UNS BESCHIEDEN MIT GOTT UND MENSCHEN FRIEDEN!
Gießervermerk auf allen drei Glocken: 

GEG. V. BOCHUMER VEREIN I. BOCHUM 1920

## Geschichte

### Bau

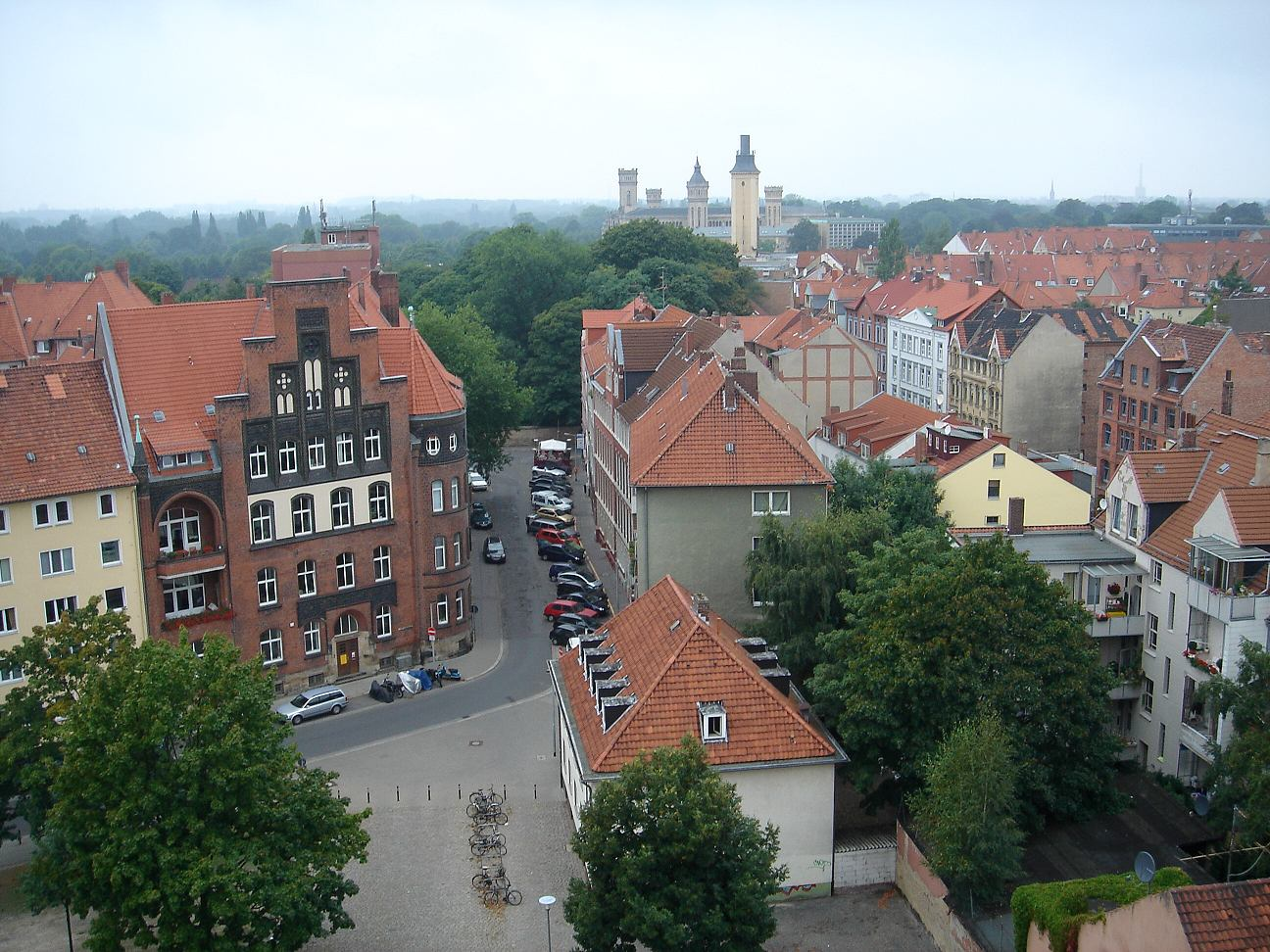
Sichtachse zum Welfenschloss, der Grund für die Ost-West-Ausrichtung der Kirche

Dem Bau der Kirche ging zunächst eine längere Debatte um den Standort voraus.:102 Im Jahr 1858 fiel die Entscheidung für eine Stelle nordwestlich des Klagesmarktes, an dem sich ein zum Teil versandeter Viehteich befand (der „Ochsenpump“). Georg V. beauftragte Conrad Wilhelm Hase und trug die Kosten für das Bauwerk. Den ersten Entwurf ließ Georg V. vergrößern, außerdem drang er auf eine möglichst würdevolle Gestaltung der Kirche. Das Gebäude entstand in der damals üblichen Ost-West-Ausrichtung mit der Apsis gen Osten und dem Turm nach Westen. Es steht daher schräg zum Klagesmarkt. In Betonung der Sichtachse zum gleichzeitig erbauten Welfenschloss sollte die Straße Am Judenkirchhof ursprünglich westwärts verlängert werden, was jedoch nicht geschah.:102
Beim Bau der Kirche spielt der 21. September, der Geburtstag des damaligen Thronfolgers Ernst August, eine große Rolle. Die Grundsteinlegung im Jahre 1859, das Richtfest 1861 und die Einweihung, die 1864 durch Konsistorialrat Gerhard Uhlhorn vorgenommen wurde, fanden sämtlich an diesem Jahrestag statt. Auch heute noch wird mit wiederkehrenden Festgottesdiensten an dieses Datum erinnert. Aus praktischen Gründen aber meist in Verbindung mit dem Tag des Offenen Denkmals, an dem mehr Besucherinteresse zu erwarten ist.
Die Skulpturen an Nord-, Süd- und West-Portal wurden um 1860 von den Bildhauern der Kölner Dombauhütte, Christian Mohr, Peter Fuchs und Edmund Renard geschaffen.
Am 1. Mai 1884 wurde die Gemeinde der Apostelkirche als Tochtergemeinde der Christuskirche gegründet, da die Christuskirche für die damals 30.000 Gemeindemitglieder nicht mehr ausreichte.
Ein neues Pfarr- und Gemeindehaus für die Christuskirche wurde im Jahr 1906 erbaut.:103 Karl Börgemann realisierte den Bau gegenüber der Westseite der Kirche, an der Einmündung zur Straße Am Judenkirchhof. Die Fassade ist mit roten Klinkern verblendet und durch grün glasierte Formsteine verziert. Zum Kirchenvorplatz zeigt das Haus einen großen Treppengiebel, zur Straßeneinmündung besitzt es einen turmartigen Eckbau.:103

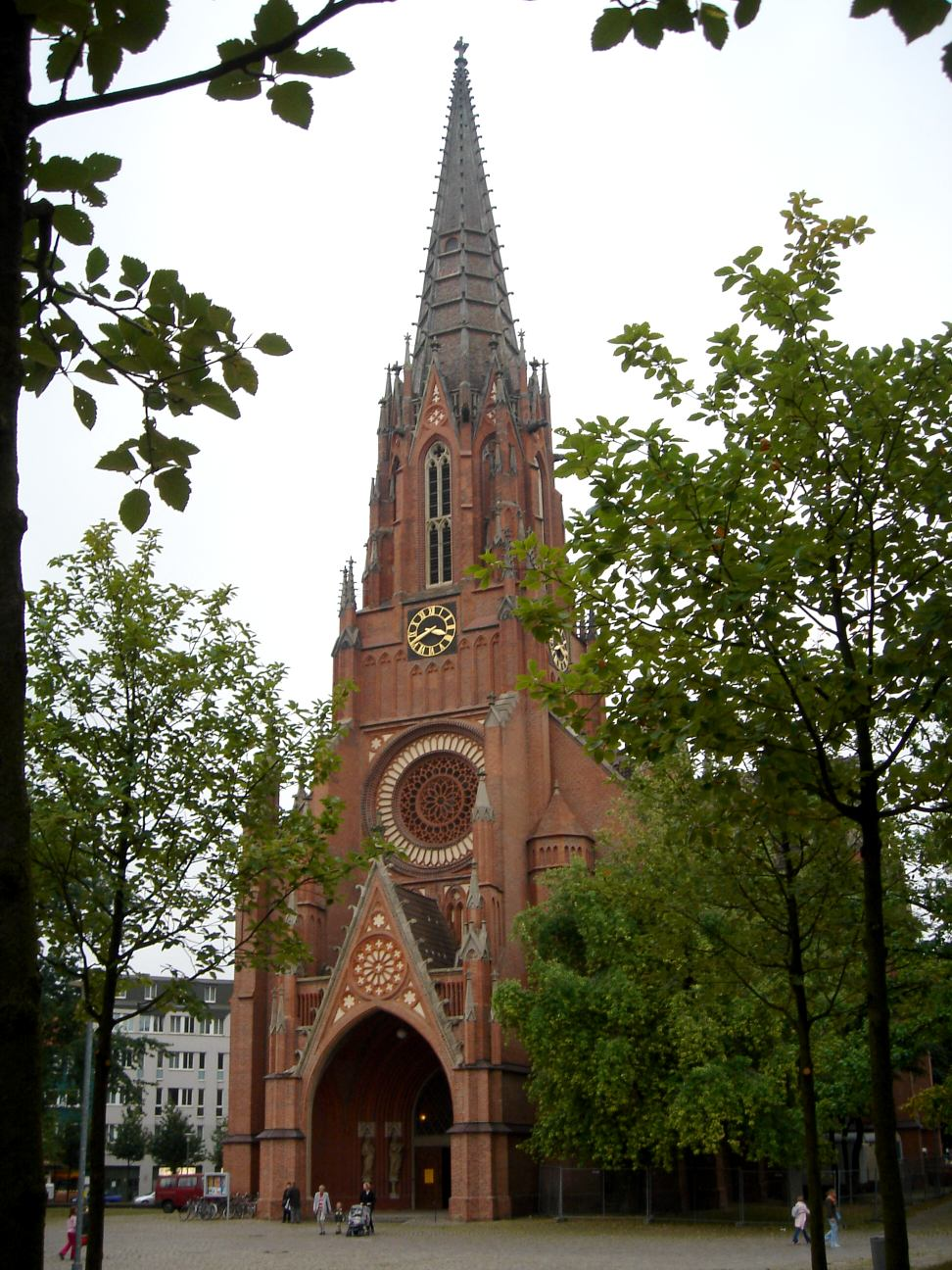
Eingang und Turm im Westen
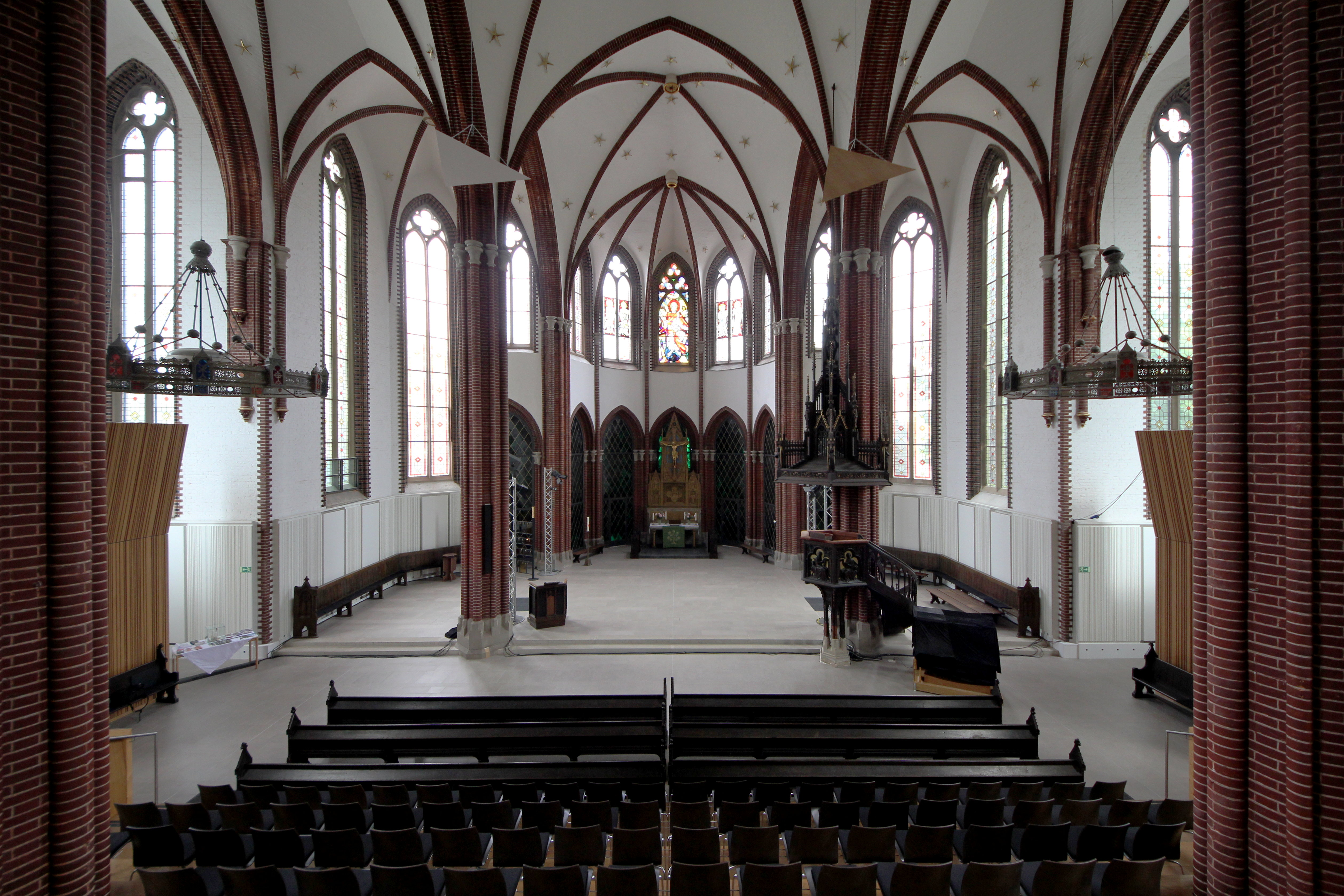
Innenraum
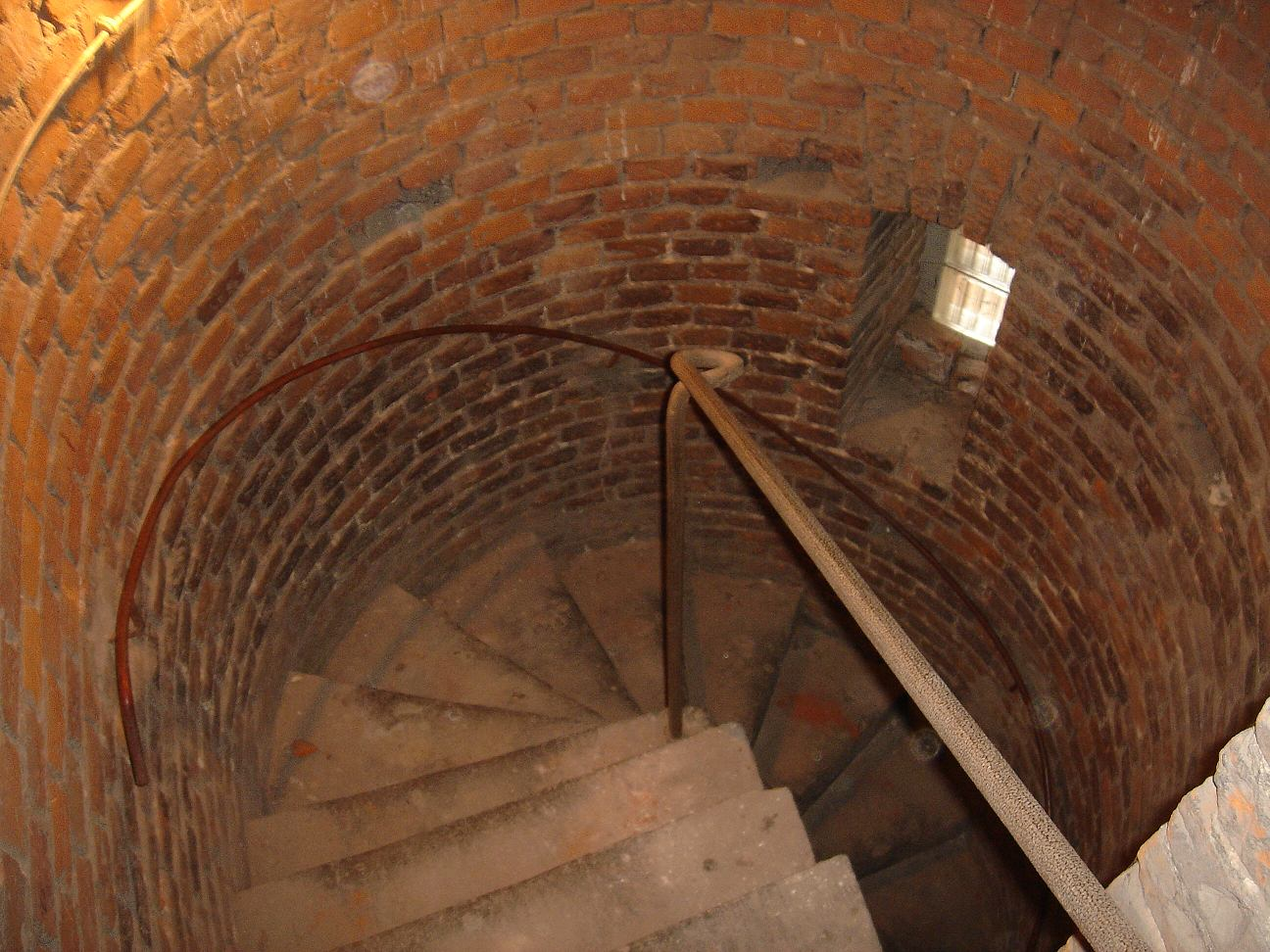
Turmaufgang
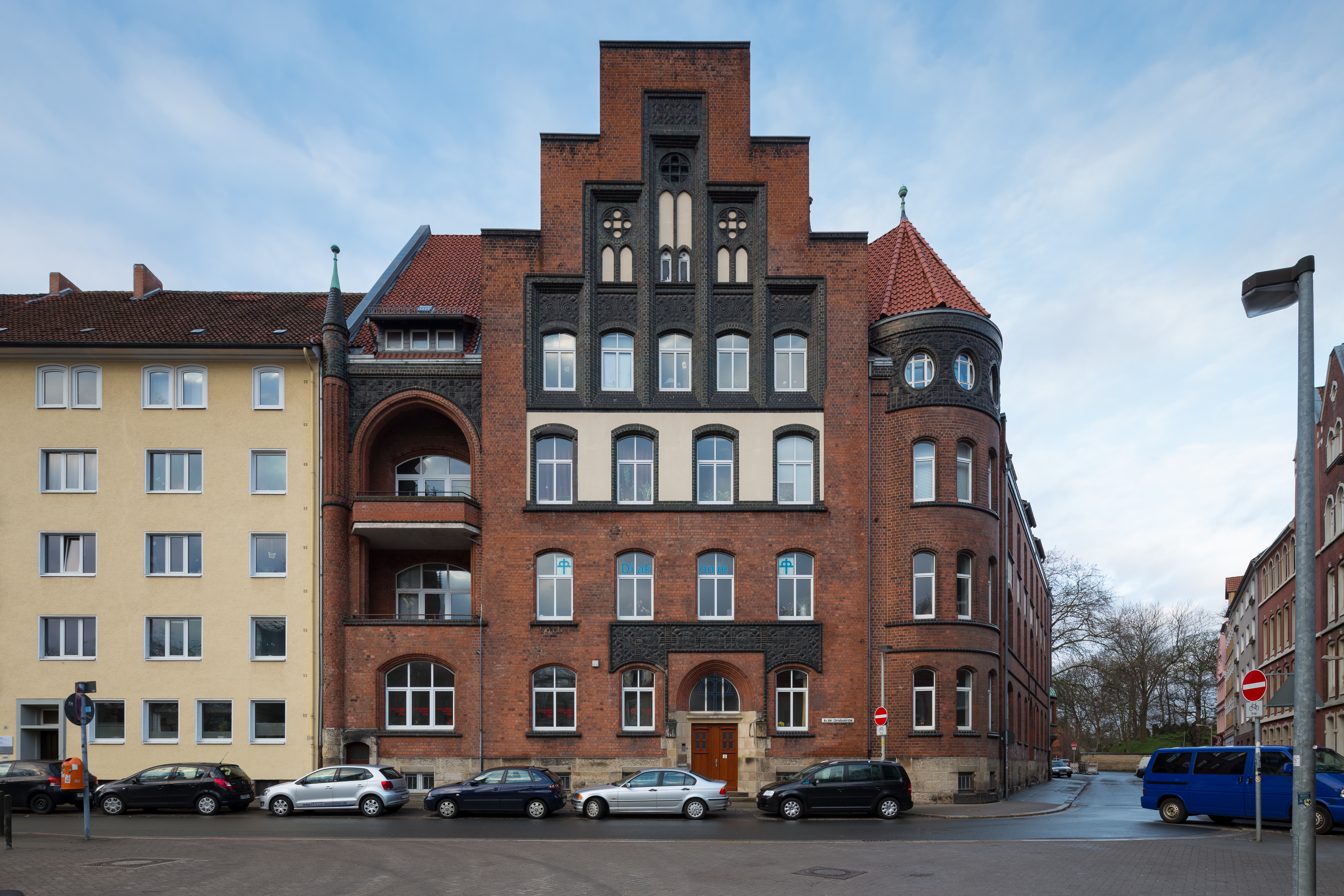
Pfarr- und Gemeindehaus von Karl Börgemann

### Zerstörung und Wiederaufbau
Im Verlauf der Luftangriffe auf Hannover während des Zweiten Weltkriegs wurde die 1934 renovierte Kirche mehrmals schwer beschädigt. Der Innenraum mit dem hölzernen Kirchengestühl brannte am 25. März 1945 vollständig aus, ebenso Orgel, Orgelempore und der Glockenstuhl mit den drei mehr als 6 Tonnen schweren Stahlglocken. Die Glocken überstanden den Sturz aus über 20 m Höhe jedoch nahezu unbeschädigt.
Mit dem Wiederaufbau konnte wegen der wirtschaftlich schwierigen Nachkriegsjahre erst 1951 begonnen werden. Die erforderlichen Renovierungsmittel wurden aus Spenden von Gemeindegliedern, Mitteln der Landeskirche und Beiträgen aus dem neu gegründeten Kirchbauverein aufgebracht. Am Heiligabend 1953 fand erstmals wieder ein Gottesdienst statt. Im selben Jahr wurde 1953 als städtebauliches Pendant am anderen Ende des Klagesmarktes das neungeschossige Gewerkschaftshaus des Deutschen Gewerkschaftsbundes Niedersachsen fertiggestellt.

### Jüngere Geschichte

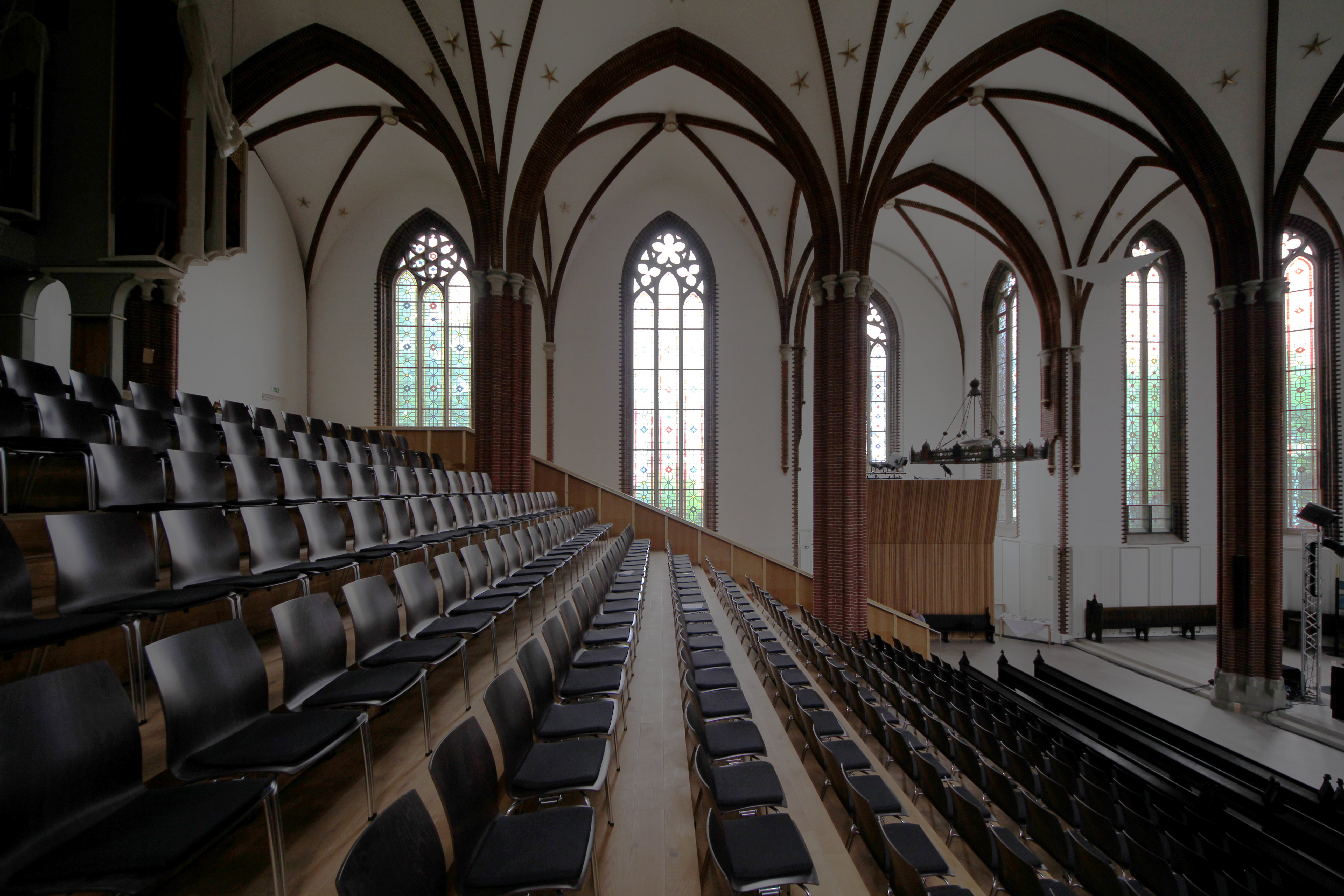
Sitztribüne im Innenraum

In Kooperation mit dem Diakonischen Werk Hannover fanden ab 1996 umfangreiche Umbauten im Turmbereich statt. Als „Oase im Turm“ wurde die ehemalige Taufkapelle einer multifunktionalen Verwendung als Seminar-, Ausstellungs- und Andachtsraum zugeführt. Auf der nördlichen Seite wurde der Sanitärbereich modernisiert und eine kleine Teeküche eingebaut.
Als Diakoniekirche war die Christuskirche vom 1. Juni bis 31. Oktober 2000 Teil der kirchlichen Expo-Präsenz.
Beim 30. Deutschen Evangelischen Kirchentag vom 25. bis 29. Mai 2005 in Hannover feierte die Kirche ungeahnte Besucherrekorde.
Als vorläufiger Abschluss der Außensanierung und zur Ehrung des 1902 verstorbenen Kirchbaumeisters wurde während des Gemeindefestes am 17. Juni 2007 der Kirchenvorplatz in Conrad-Wilhelm-Hase-Platz benannt.
Im Aktionsjahr Gartenregion Hannover präsentierte sich die Christuskirche vom 12.04. bis 4. Oktober 2009 bänkefrei, mediterran begrünt und von Anne Nissen als Garten Eden künstlerisch verfremdet. Mehr als 50.000 Besucher besichtigten das Kunstprojekt, zu dem ein 32-seitiger Katalog erschien.
Im Frühjahr 2010 wurden Spenden für die notwendige Innenrenovierung gesammelt.
Mit der Umgestaltung zum Kinder- und Jugendchorzentrum hat die Christuskirche 2013 abermals eine neue Inneneinrichtung erhalten. Das alte Kirchengestühl wurde demontiert und größtenteils nach Grodno/Belarus gespendet. Auf den frei gewordenen Platz wurde ein zur Orgel hin ansteigender Probenraum als reversibles Raum-in-Raum-Konzept verwirklicht. Die gestufte Decke ist begehbar und dient gleichzeitig als Sitztribüne. Die reparaturbedürftige Hillebrand-Orgel wurde ausgebaut und eingelagert. Das Deckengewölbe wurde saniert und nach alten Vorlagen mit neuem Sternenschmuck versehen. Fußböden, Heizung und Technik wurden erneuert. Das in den 1950er Jahren vermauerte Nordportal wurde wieder geöffnet. Trotz noch nicht vollständig abgeschlossener Arbeiten konnte im September 2014 der Mädchenchor Hannover als permanenter Mieter einziehen. Gleichzeitig wurde mit Gästen aus Tschechien und der Schweiz das Internationale Kinder- und Jugendchorzentrum Hannover eröffnet. Durch regelmäßig stattfindende Workshops und Konzertveranstaltungen soll hier zukünftig der musikalische Nachwuchs gefördert werden. Daneben bleibt die Kirche weiterhin für Gottesdienste nutzbar. Die Hanns-Lilje-Stiftung fördert seit einigen Jahren kulturelle Events im Rahmen ihrer Kulturkirchen-Initiative.

## Umgebung der Kirche

### U-Bahn-Station

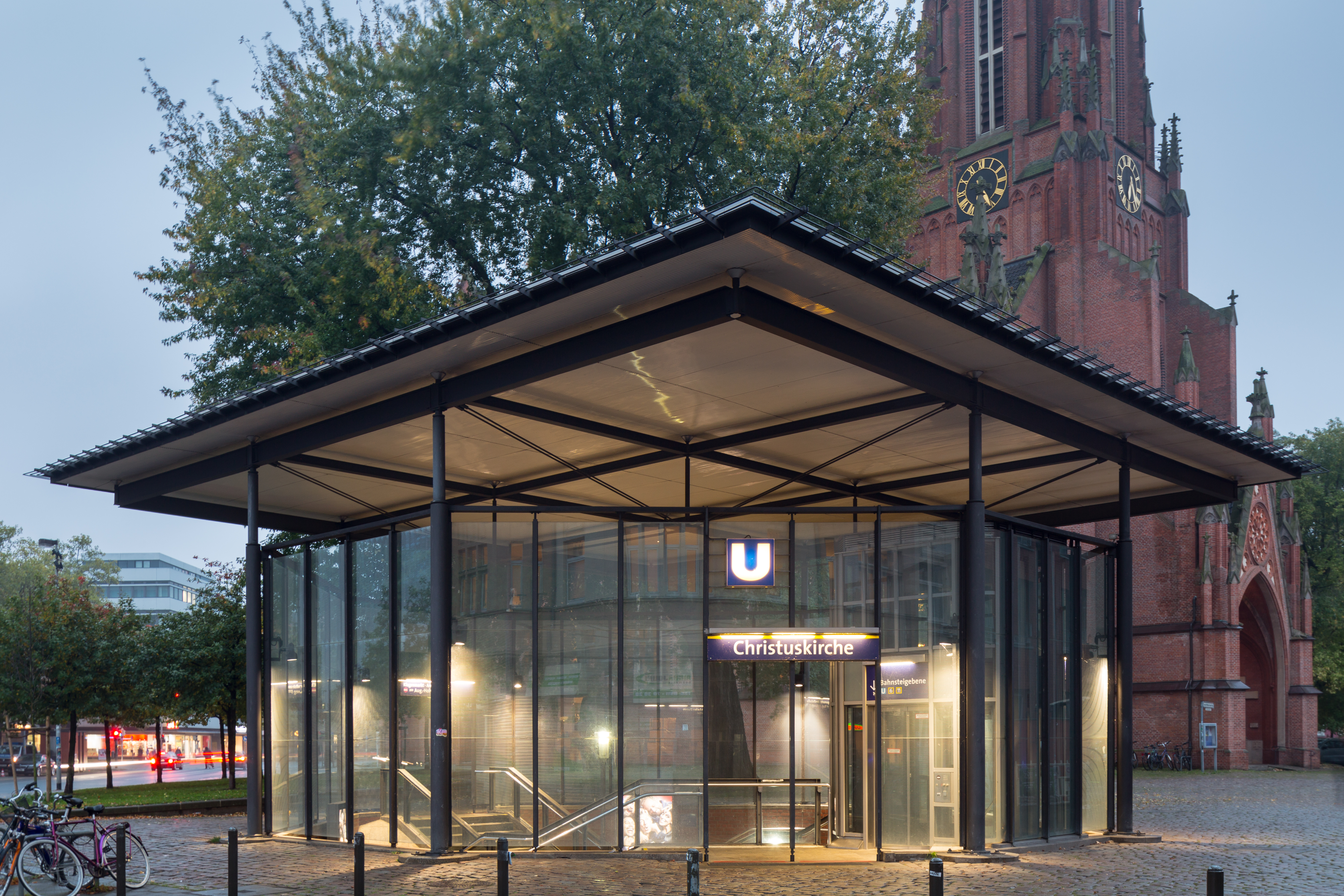
Verglaster Eingang zur U-Bahn-Station

An der Nordseite der Kirche befindet sich das achteckige, allseitig verglaste Eingangsbauwerk zur gleichnamigen U-Bahn-Station. Hier fahren die Stadtbahnlinien 6 (Nordhafen–Messe/Ost) und 11 (Haltenhoffstraße–Zoo). An den Ausgängen besteht Anschluss zur „Erlebnis“-Buslinie 100/200, die im Zehn-Minuten-Takt die Stadtteile Linden, Mitte, Oststadt, Vahrenwald und Nordstadt verbindet.
| Linie | Verlauf | Takt                                       |
| ----- | --- | ------------------------------------------ |
| 6     | Nordhafen – Hainhölzer Markt – Bahnhof Nordstadt – An der Strangriede – Christuskirche – Steintor – Kröpcke – Aegidientorplatz – Marienstraße – Braunschweiger Platz – Kinderkrankenhaus auf der Bult – Brabeckstraße – Kronsberg – Messe/Ost (EXPO-Plaza) | 10 min (werktags) 15 min (sonn-/feiertags) |
| 11    | Haltenhoffstraße – An der Strangriede – Christuskirche – Steintor – Kröpcke – Aegidientorplatz – Marienstraße – Braunschweiger Platz – Clausewitzstraße – Hannover Congress Centrum – Zoo                                                                  | 10 min (werktags) 15 min (sonn-/feiertags) |

Wie in Hannover üblich, nimmt das Stationsdesign die bauliche Situation der Umgebung auf, wobei hier als Besonderheit die Station stützenfrei ist und eine Gewölbedecke hat. Der Boden besteht aus einem sandsteinfarbenen Terrazzo-Plattenbelag. Die Außenwände bestehen, wie die Kirchenfassade, aus roten Ziegeln. Spiegel lassen den Raum optisch größer erscheinen. Straßenlaternen sorgen für die adäquate Beleuchtung.

### Neubau am Conrad-Wilhelm-Hase-Platz

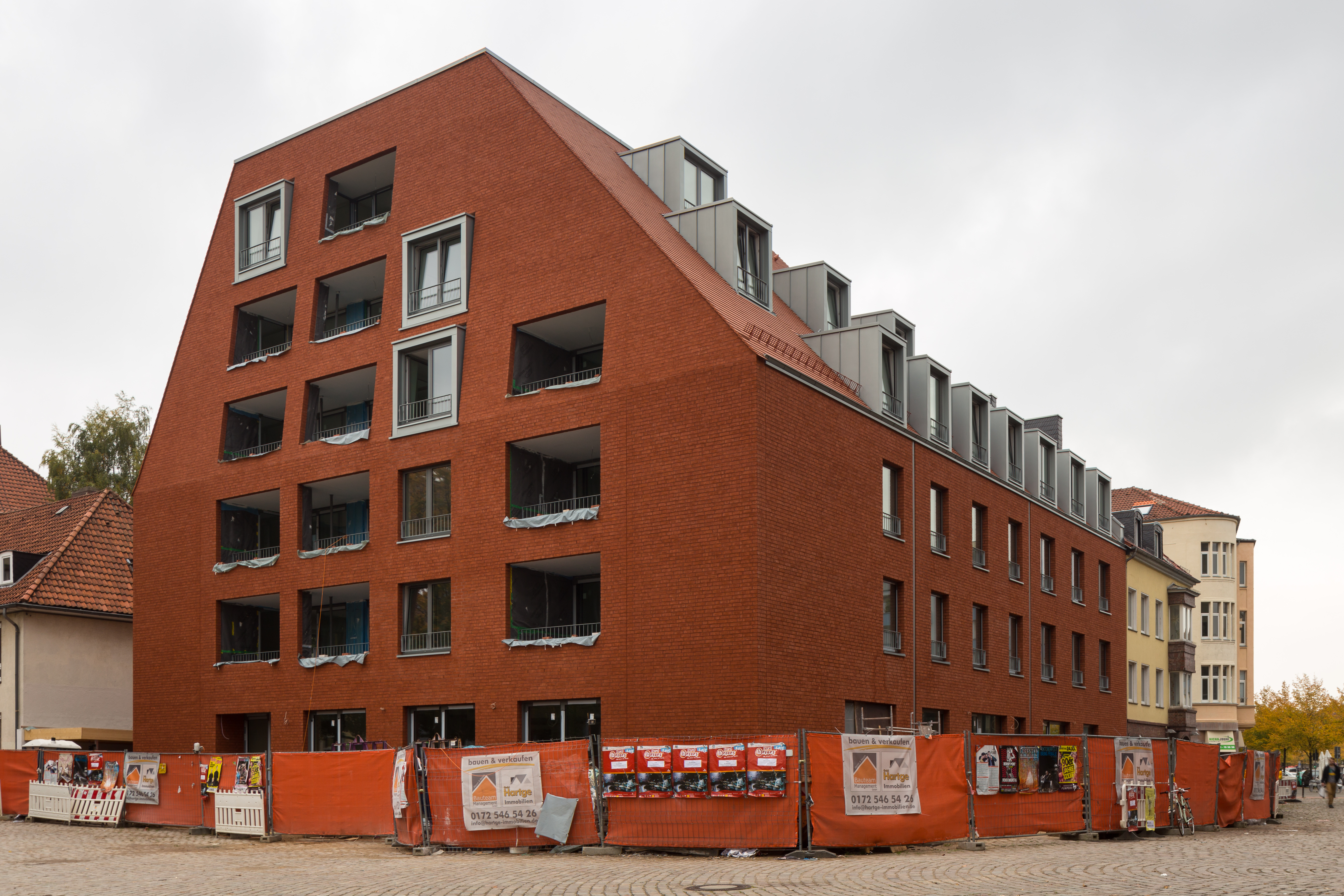
Der Neubau im Herbst 2015

Im Jahr 2013 begannen im Rahmen von Hannover City 2020 + die Planungen für ein neues Wohn- und Geschäftshaus am Conrad-Wilhelm-Hase-Platz, nordwestlich von der Christuskirche. Der Entwurf löste eine Kontroverse aus; der geplante Bau wurde von Kommunalpolitikern und Anwohnern als zu massiv kritisiert. Der Bauhistoriker Sid Auffarth monierte den „modernistischen Quergiebel“, der nicht zur historischen Achse von Kirche zu Gemeindehaus passe. Im Haus sollen 15 Eigentumswohnungen untergebracht werden, für das Erdgeschoss sind ein Ladengeschäft und ein gastronomischer Betrieb vorgesehen.

## Literatur

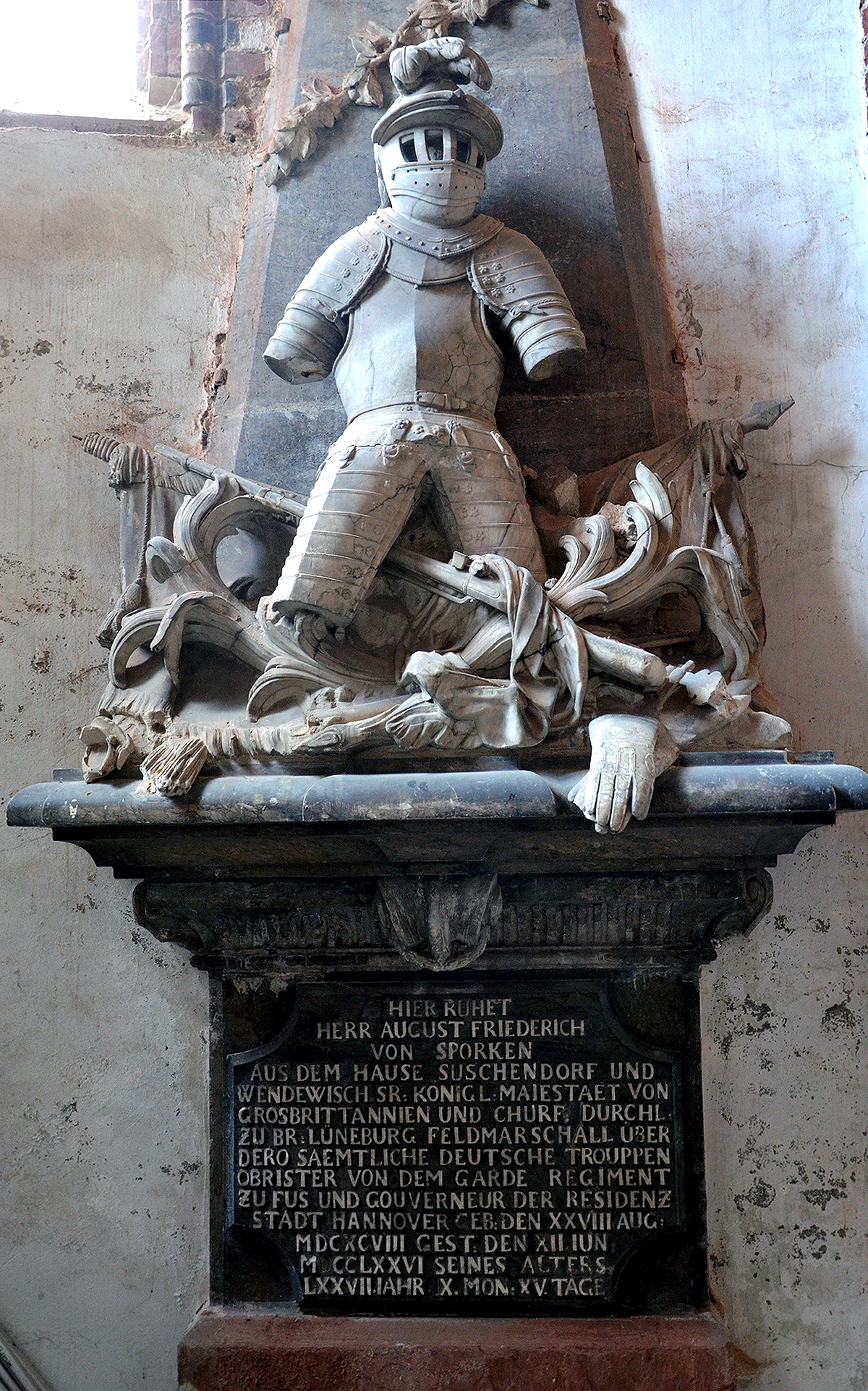
Grabmal eines unidentifizierten Bildhauers für August Friedrich von Spörcken in der Christuskirche